# Shout: The Very Best of Tears for Fears
Albums de Tears for Fears
Saturnine Martial and Lunatic
(1996) Everybody Loves a Happy Ending
(2004)
Shout: The Very Best of Tears for Fears est la quatrième compilation de Tears for Fears, sortie le 25 septembre 2001.

## Liste des titres
| No  | Titre                              | Album original                        | Durée |
| --- | ---------------------------------- | ------------------------------------- | ----- |
| 1.  | Mad World                          | The Hurting                           | 3:34  |
| 2.  | Change                             | The Hurting                           | 3:59  |
| 3.  | Pale Shelter                       | The Hurting                           | 4:26  |
| 4.  | The Way You Are                    | Saturnine Martial and Lunatic         | 4:55  |
| 5.  | Suffer the Children                | The Hurting                           | 3:51  |
| 6.  | Mothers Talk (US Remix)            | Songs from the Big Chair              | 4:18  |
| 7.  | Shout                              | Songs from the Big Chair              | 6:32  |
| 8.  | Everybody Wants to Rule the World  | Songs from the Big Chair              | 4:08  |
| 9.  | Head over Heels                    | Songs from the Big Chair              | 4:15  |
| 10. | I Believe (A Soulful Re-Recording) | Songs from the Big Chair              | 4:41  |
| 11. | Sowing the Seeds of Love           | The Seeds of Love                     | 5:41  |
| 12. | Woman in Chains                    | The Seeds of Love                     | 6:28  |
| 13. | Advice for the Young at Heart      | The Seeds of Love                     | 4:44  |
| 14. | Laid So Low (Tears Roll Down)      | Tears Roll Down (Greatest Hits 82-92) | 4:41  |
| 15. | Break It Down Again                | Elemental                             | 4:32  |
| 16. | New Star                           | Saturnine Martial and Lunatic         | 4:27  |
| 17. | Goodnight Song                     | Elemental                             | 3:53  |

## Personnel

### Tears for Fears
- Roland Orzabal – guitare, claviers, chant
- Curt Smith – basse, claviers, chant
- Ian Stanley – claviers
- Manny Elias – batterie

### Personnel additionnel
- Andy Davis - piano sur (9)
- Oleta Adams – chant, claviers sur (12)
- Nicky Holland - claviers, piano sur (13), chœurs sur (13)
- Simon Clark - orgue Hammond sur (13)
- Mark O'Donoughue – piano électrique Wurlitzer outro sur (17)
- Randy Jacobs – guitare
- Neil Taylor – , second guitare solo sur (8), arpèges de guitare sur (12)
- Pino Palladino – basse sur (12)
- Mel Collins – saxophone
- Chris Hughes - batterie sur (11)
- Manu Katché – batterie sur (12) - Du début jusqu'à 3:31)
- Phil Collins – batterie sur (12) De 3:32 jusqu'à la fin)
- Simon Phillips – batterie sur (13)
- Luis Jardim - percussions sur (12,13)
- Tessa Niles - chœurs sur (12)
- Carol Kenyon - chœurs sur (12)
- Maggie Ryder - chœurs sur (13)
- Caroline Orzabal – chœurs
- John Baker – chœurs